# Unione italiana delle Camere di commercio, industria, artigianato e agricoltura
L'Unione italiana delle Camere di commercio, industria, artigianato e agricoltura (Unioncamere) è l'ente pubblico che rappresenta il sistema camerale italiano nei confronti degli organi di governo territoriale, nazionale ed internazionale. Fornisce assistenza e consulenza alle Camere di commercio, industria, artigianato e agricoltura e gestisce un fondo di perequazione affinché gli enti possano realizzare le loro funzioni in modo equilibrato e omogeneo sul territorio nazionale.

## Storia
Fondata nel 1901, Unioncamere ha sempre unito le funzioni di rappresentanza istituzionale, tutela e supporto agli associati, ad un profilo pubblicistico, in virtù dei compiti affidati con leggi sello Stato e dei compiti pubblicistici svolti, in particolare la tenuta del Registro delle imprese.
Terminata la prima guerra mondiale, Unioncamere aveva assunto molte funzioni pubblicistiche, ma con la nascita di Confindustria nel 1919, perse il primato della rappresentanza del mondo imprenditoriale, per entrare definitivamente in crisi con l'istituzione delle Corporazioni durante il ventennio fascista.
Nel 1926 l'Unioncamere venne messa in liquidazione con la riforma Belluzzo del Governo Mussolini.
Con il secondo dopoguerra Unioncamere rilancia le proprie attività anche per accompagnare le imprese italiane nella ricostruzione e nello sviluppo degli anni sessanta. La legge 580 del 1993 riforma il sistema camerale prevedendo che l'ente pubblico Unioncamere fornisca il necessario supporto alle imprese italiane. La riforma si completa con il Decreto Legislativo 15 febbraio 2010, n.23, legge che disciplina l'ordinamento delle Camere di commercio e del Sistema camerale italiano.

## Attività
Unioncamere supporta le Camere di commercio rispetto ai seguenti argomenti:

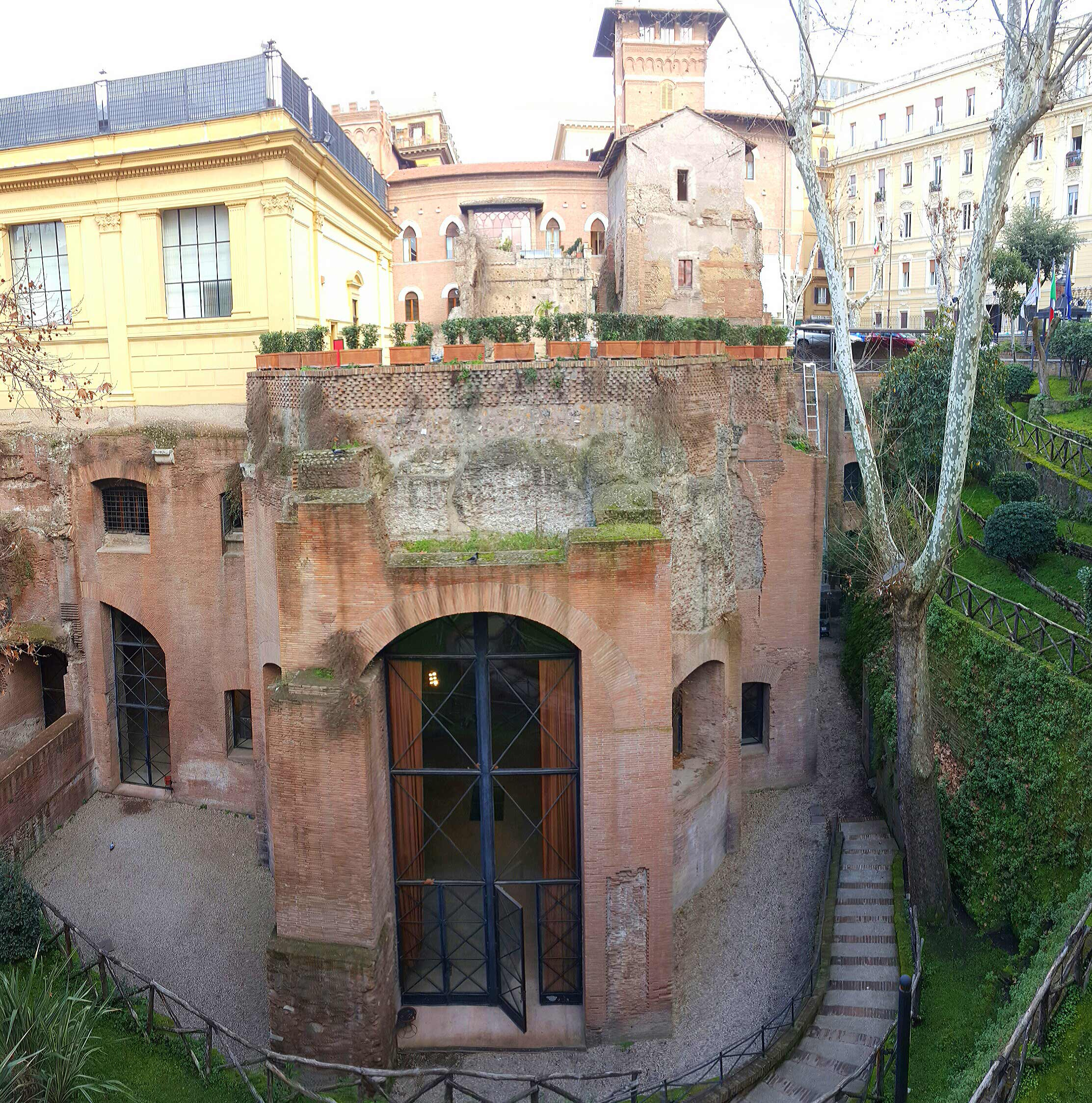
Rovine degli edifici degli Horti Sallustiani presso la sede Unioncamere (sullo sfondo) a Roma, in Piazza Sallustio.

- garanzia della regolazione e della trasparenza del mercato
- internazionalizzazione, promozione e tutela del Made in Italy di qualità
- promozione dell'imprenditoria femminile
- diffusione di innovazione, ricerca e trasferimento tecnologico
- realizzazione di osservatori dell'economia locale e diffusione di informazione economica
- realizzazione di percorsi di alternanza scuola-lavoro
- promozione della formazione manageriale
- analisi dei fabbisogni professionali delle imprese per l'orientamento al lavoro e alle professioni
- diffusione della conciliazione e dell'arbitrato
- promozione della semplificazione delle procedure per l'avvio e lo svolgimento di attività economiche
- tutela dei diritti in materia di proprietà industriale
- disciplina dell'impresa sociale
- sostegno alle PMI per l'accesso al credito
- studio del decentramento amministrativo
- promozione della Responsabilità sociale d'impresa
- assistenza e consulenza al Sistema camerale circa l'interpretazione della normativa, la contabilità e la finanza, lo sviluppo delle risorse umane, il Customer relationship management (CRM)

Unioncamere gestisce il fondo di perequazione, istituito per omogeneizzare sul territorio nazionale le funzioni attribuite al Sistema delle camere di commercio da specifiche leggi dello Stato.
Promuove il Sistema camerale italiano presso le istituzioni europee (grazie ad un proprio ufficio a Bruxelles) che raccorda gli altri sistemi camerali d'Europa, assiste e Camere di commercio italiane nella presentazione di progetti a valenza europea e realizza studi su temi di rilievo per le politiche comunitarie.
Avverso la riforma delle Camere delle Camere di Commercio varata da governo Renzi nel 2016, si trova in pendenza di giudizio un ricorso rinviato dal T.A.R. del Lazio e dal Consiglio di Stato alla Consulta, ricorso il quale, nell'attesa di una pronuncia di merito, a settembre del 2019 ha dato origine ad una norma pe ril commissariamento governativo di 18 Camere di Commercio, di cui 5 ricorrenti e altre 13 che si sono avvalse del strumento contrattuale del patto concludente. La norma è stata proposta al governo da Unioncamere, fra gli altri interlocutori, ed è stata inserita nel " “Decreto Legge 3 settembre 2019, n. 101, recante disposizioni urgenti per la tutela del lavoro e per la risoluzione di crisi aziendali" in via di approvazione al Senato.

## Presidenti
I presidenti di Unioncamere:
- Angelo Salmoiraghi (1901-1917)
- Marco Cassin (1917-1924)
- Teofilo Rossi di Montelera (1924-1927)
- Giulio Zarù (1946-1947)
- Stefano Brun (1947-1961)
- Eugenio Radice Fossati (1961-1967)
- Ernesto Stagni (1967-1973)
- Silvano Gestri (1974-1979)
- Dario Mengozzi (1979-1982)
- Piero Bassetti (1982-1991)
- Danilo Longhi (1992-2000)
- Carlo Sangalli (2000-2006)
- Andrea Mondello (2006-2009)
- Ferruccio Dardanello (2009-2015)
- Ivan Lo Bello (2015-2018)
- Carlo Sangalli (2018-2021)
- Andrea Prete (dal 2021)